# Adamastor (1896)
Adamastor – krążownik portugalskiej marynarki wojennej, jedyny okręt swojego typu. Został zbudowany we włoskiej stoczni Orlando w Livorno w 1896 roku. Przedstawiał typ małego krążownika pancernopokładowego, przeznaczonego głównie do służby kolonialnej. Odegrał ważną rolę w rewolucji republikańskiej 5 października 1910 roku w Lizbonie, ostrzeliwując siedzibę królewską. Służył głównie w koloniach portugalskich, a podczas I wojny światowej brał udział w walkach w Mozambiku w 1916 roku. Został wycofany ze służby w 1933 roku.
Wyporność okrętu wynosiła 1729 ton, a uzbrojenie główne składało się z dwóch dział kalibru 149 mm i czterech kalibru 105 mm. Napędzały go maszyny parowe, zapewniając prędkość do 18 węzłów.

## Historia
Okręt został zbudowany w ramach programu wzmocnienia marynarki portugalskiej ogłoszonego dekretem królewskim z 20 marca 1890 roku. Jego bezpośrednią przyczyną stały się zadrażnienia w stosunkach z Wielką Brytanią w kwestii kolonii afrykańskich. Ambitny program zakładał zbudowanie czterech pancerników obrony wybrzeża i 10 krążowników średniej wielkości, lecz zła sytuacja finansowa kraju umożliwiła zamówienie w ciągu kolejnej dekady tylko pięciu krążowników, z tego czterech małych, i jednego niszczyciela. Pierwszym z nich był mały krążownik pancernopokładowy „Adamastor” zamówiony we włoskiej stoczni Cantiere navale fratelli Orlando w Livorno, na który środki zebrano w drodze zbiórki publicznej. Stępkę pod budowę położono 1 stycznia 1895 roku, a okręt wodowano 12 lipca 1896 roku. Okręt ukończono do prób w maju 1897 roku. Krążownik wszedł do służby 3 sierpnia 1897 roku. Otrzymał nazwę od mitycznego ducha mórz Adamastora z literatury portugalskiej. Budowa kosztowała w przeliczeniu niecałe 80 tysięcy funtów szterlingów.
„Adamastor” był małym krążownikiem pancernopokładowym z częściowym pokładem pancernym, określanym z tej racji w literaturze jako krążownik nieopancerzony. Pomimo ograniczonej wielkości i możliwości bojowych, okręt okazał się udaną jednostką do zadań kolonialnych, niesprawiającą problemów technicznych i najbardziej długowieczną z portugalskich krążowników. Zastosowane dość przestarzałe kotły cylindryczne charakteryzowały się małą zawodnością i łatwością napraw, a prędkość była wystarczająca. Charakterystyki „Adamastora” stały się wzorem dla skonstruowania kolejnych dwóch krążowników, jednak konkurs na ich budowę wygrała francuska stocznia Normand i jej projekt krążowników typu Sâo Gabriel ostatecznie różnił się od niego.

## Opis

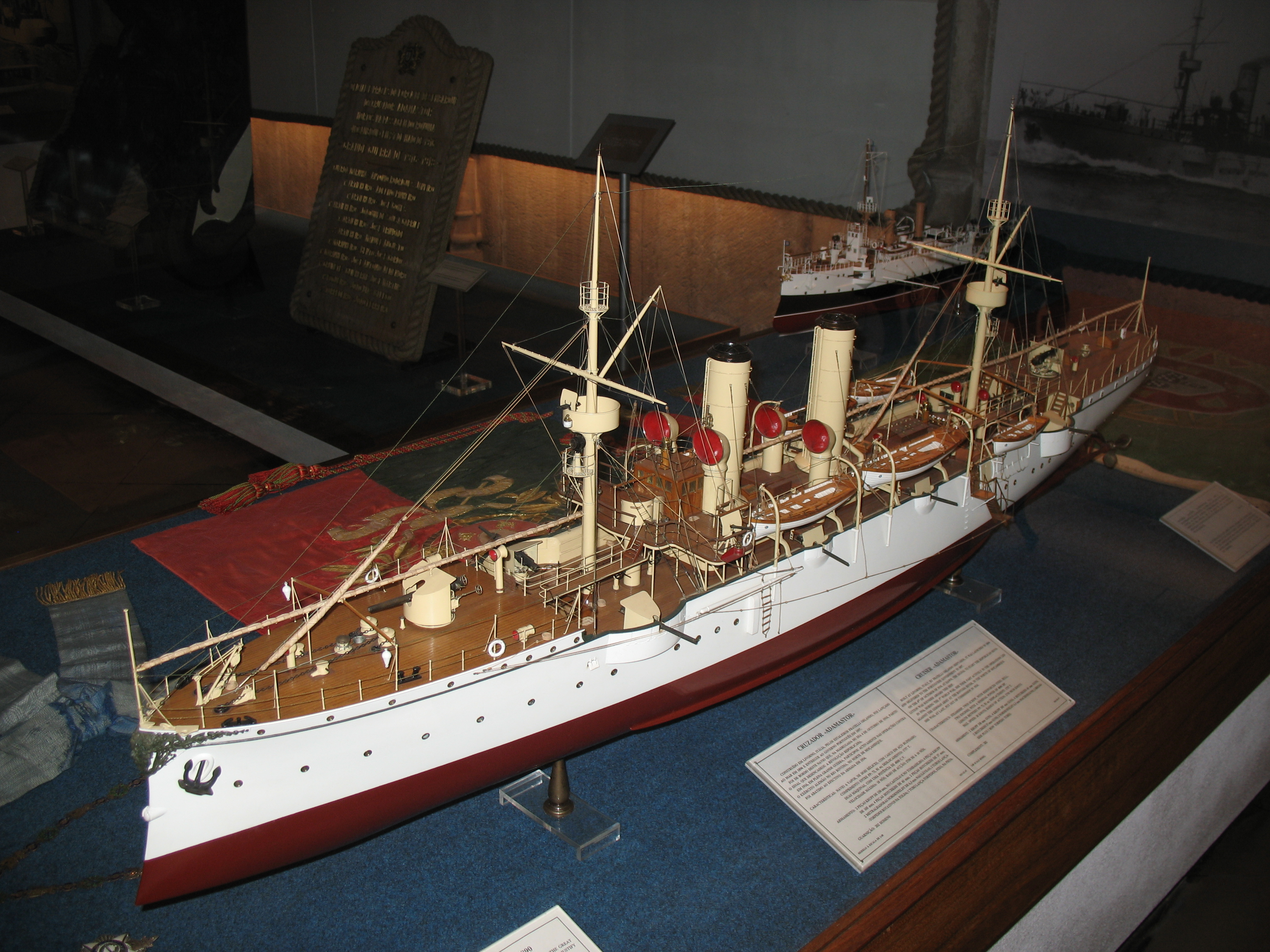
Model krążownika w muzeum marynarki w Lizbonie

Okręt miał typową architekturę krążowników tego okresu. Kadłub miał podniesiony pokład dziobowy i rufowy z ustawionymi na nich pojedynczymi działami, a na pokładzie górnym na śródokręciu, osłoniętym wysokim nadburciem, ustawione były na obu burtach pozostałe działa. Dziobnica była taranowa, a rufa miała formę krążowniczą. Palowy maszt dziobowy znajdował się przed małą nadbudówką dziobową, a sylwetkę okrętu uzupełniały dwa wysokie lekko pochyłe kominy i maszt rufowy. Oba maszty posiadały marsy bojowe, a pod nimi platformy z reflektorem. Część podwodna była pokryta drewnem i blachą miedzianą w celu ułatwienia konserwacji przy służbie w koloniach. Kadłub dzielił się na 23 przedziały wodoszczelne i posiadał dno podwójne. Wykonany był ze stali. Wyporność normalna wynosiła 1729 ton. W źródłach z epoki spotyka się też wartości wyporności, bez bliższego opisu: 1962 tony lub 1993 tony. Długość między pionami wynosiła 74 m. Spotyka się też długość, bez opisu, 76,2 m. Szerokość kadłuba wynosiła 10,72 m, a zanurzenie 4,65 m. Załoga obejmowała 237 osób.
Uzbrojenie główne składało się z dwóch pojedynczych armat kalibru 15 cm Kruppa (faktycznie 149,1 mm) w stanowiskach z maskami ochronnymi, ustawionych na pokładzie dziobowym i rufowym. W Portugalii były one oznaczone K.15/30. Działa te były starszego modelu, o nominalnej długości L/30 (30 kalibrów) i małej szybkostrzelności. Długość lufy faktycznie wynosiła 27,1 kalibrów. Strzelały pociskami przeciwpancernymi o masie 39 kg i burzącymi o masie 40,4 kg. Według części publikacji, działa artylerii głównej następnie wymieniono na nowsze francuskie zbliżonego kalibru systemu Caneta, dla ujednolicenia artylerii we flocie, lecz szczegóły nie są znane.
Uzbrojenie główne uzupełniały cztery pojedyncze szybkostrzelne armaty Kruppa kalibru 105 mm, rozmieszczone w czterech sponsonach burtowych na pokładzie górnym, w części dziobowej i rufowej. W Portugalii były one oznaczone K.10.5/40. Nominalna długość działa wynosiła L/40, a faktyczna długość lufy L/37,4. Strzelały one pociskami o masie 14 kg.
Uzbrojenie pomocnicze stanowiły cztery działa kalibru 65 mm L/40 umieszczone w stanowiskach burtowych na pokładzie górnym na śródokręciu. Prawdopodobnie były to używane w Portugalii francuskie działa 65 mm Hotchkissa QF, oznaczone H(tr.)65/40, strzelające pociskami o masie 4 kg. Dodatkowo okręt był uzbrojony w dwa działka rewolwerowe kalibru 37 mm. Według niektórych publikacji, „Adamastor” miał także 9-funtowe (zapewne 5 cm) działa Kruppa, bez bliższych szczegółów. Publikacje z epoki podawały również dwa karabiny maszynowe (działka szybkostrzelne) Nordenfelta na marsach bojowych. Uzbrojenie dopełniały trzy pojedyncze wyrzutnie torpedowe kalibru 356 mm. Jedna z nich była nieruchoma w stewie dziobowej, a dwie obrotowe na pokładzie na każdej z burt.
Opancerzenie kadłuba obejmowało jedynie częściowy wewnętrzny pokład pancerny w formie skorupy nad maszynownią, chroniący wystające cylindry maszyn parowych, o grubości 30 mm. Opancerzone były też maski dział i wieża dowodzenia, pancerzem o grubości 63 mm.
Napęd stanowiły dwie maszyny parowe potrójnego rozprężania o mocy łącznej indykowanej 4000 KM, napędzające dwie śruby. Parę dostarczały cztery cylindryczne kotły płomieniówkowe. Ciśnienie robocze kotłów wynosiło maksymalnie 10,9 atmosfery (160 psi). Prędkość projektowa wynosiła 16 węzłów przy ciągu naturalnym i 17,3 węzła przy ciągu wymuszonym, natomiast na próbach okręt ją przekroczył, osiągając 17,19 węzła przy ciągu naturalnym i 18,04 węzła przy ciągu wymuszonym i mocy indykowanej 4030 KM. Zapas paliwa – węgla był znaczny jak na okręt tej wielkości i wynosił 420 ton, co pozwalało na uzyskanie zasięgu 4600 mil morskich przy prędkości 10 węzłów.
Wyposażenie obejmowało dwie prądnice, dające prąd o napięciu 65 V i natężeniu 110 A, napędzane silnikami parowymi. Prąd używany był między innymi przez dwa wentylatory kotłowni z silnikami o mocy po 2 KM oraz dwa reflektory o średnicy 400 mm z lampami Pasqualin.

## Służba

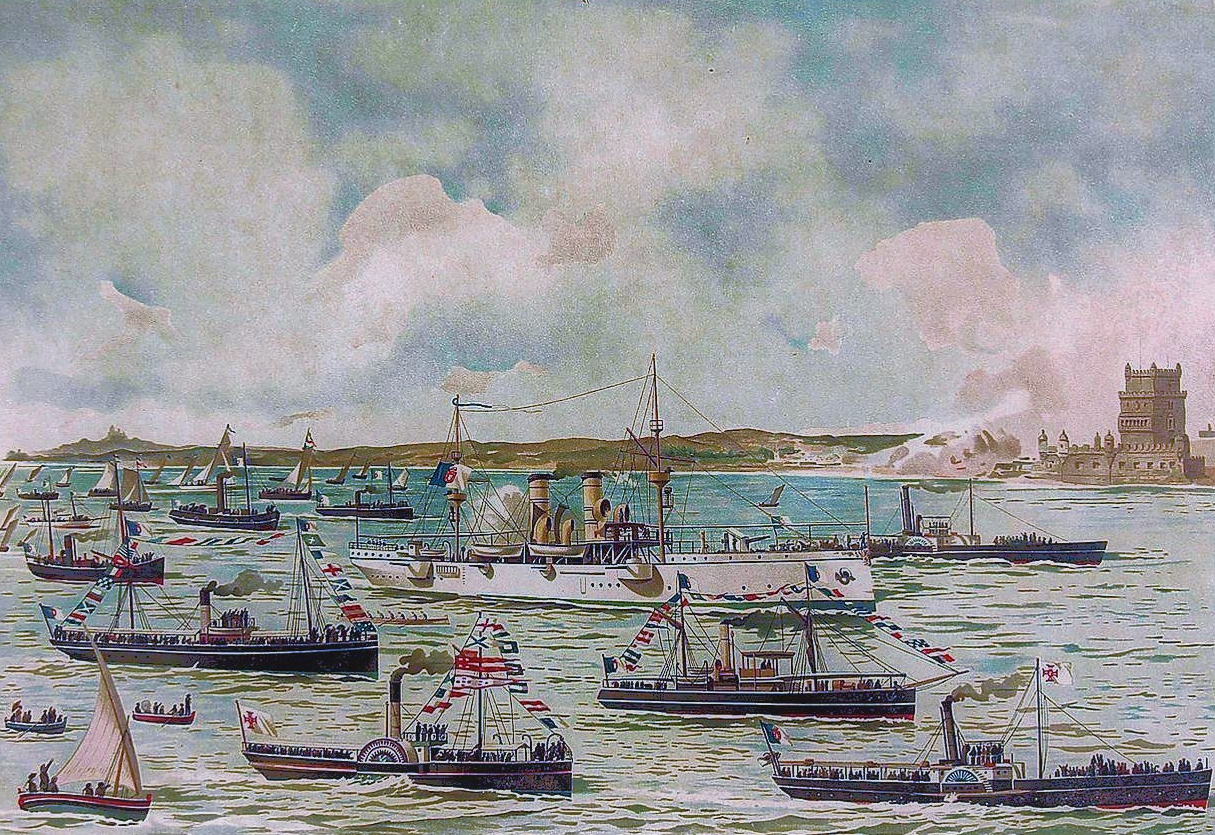
Przywitanie „Adamastora” po przybyciu z Włoch

Banderę okrętu podniesiono 2 sierpnia 1897 roku w Livorno, po czym 3 sierpnia wyruszył do Portugalii. Jako przez pewien czas najnowsza jednostka floty, używany był na początku także do celów reprezentacyjnych. W 1898 roku „Adamastor” odbył daleki rejs mający na celu prezentację bandery, do Brazylii, Urugwaju, Argentyny, Angoli i na Wyspy Zielonego Przylądka. Pełnił następnie głównie służbę związaną z portugalskimi koloniami.
Krążownik odegrał wiodącą rolę w rewolucji republikańskiej w październiku 1910 roku, stacjonując wówczas w Lizbonie, z krążownikami „Sâo Rafael” i „Dom Carlos”. Załoga bezpośrednio przed tym aresztowała część nieprzychylnych oficerów, a jej przywódcą został por. José Mendes Cabeçadas. Trzy strzały z „Adamastora” w kierunku pałacu królewskiego Palácio das Necessidades 4 października były sygnałem do rewolucji. Okręt następnie wraz z „Sâo Rafael” ostrzeliwał pałac królewski, a jego marynarze wzięli udział w krótkotrwałych starciach w mieście, które doprowadziły do obalenia monarchii w Portugalii. Już 31 października NRP „Adamastor” pod nową banderą został wysłany w rejs do państw Ameryki Południowej, w celu zdobycia uznania międzynarodowego dla republikańskiego rządu Portugalii.

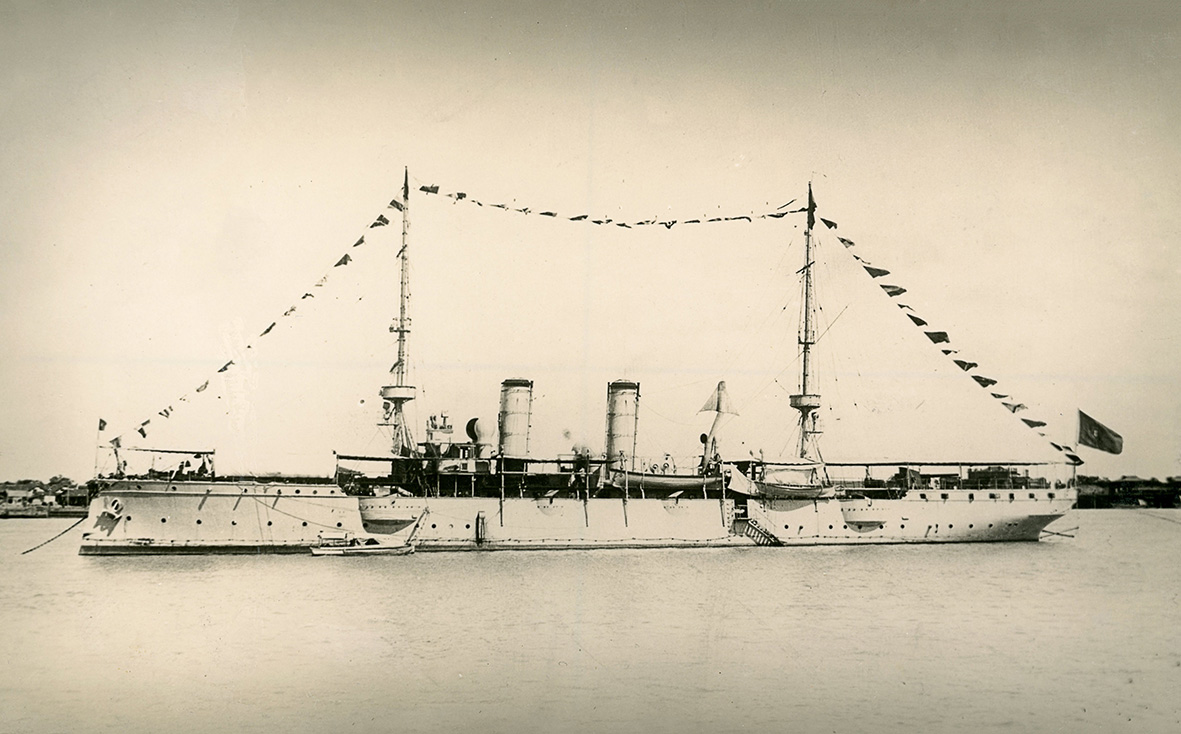
„Adamastor” w Szanghaju, październik 1927 roku

W czasie I wojny światowej, w której początkowo Portugalia była neutralna, krążownik w 1914 i 1915 roku głównie eskortował transporty z wojskiem między metropolią a Mozambikiem Po przystąpieniu do wojny po stronie ententy, „Adamastor” brał udział w działaniach przeciwko Niemcom na północy Mozambiku. W dniach 21, 23 i 27 maja wspierał artylerią natarcia nad rzeką Rovuma, a jego marynarze walczyli też na lądzie. Poniósł przy tym straty 4 zabitych, 18 rannych i 5 zaginionych. W kolejnych miesiącach krążownik dalej działał w rejonie Mozambiku. W czerwcu 1916 roku osłaniał ewakuację portugalskich wojsk. Przy tym, na jego pokład zabrano zapasy złota z kolonii. Okręt został za działania w Mozambiku odznaczony po wojnie Orderem Wieży i Miecza.
Po wojnie „Adamastor” kontynuował służbę w koloniach, a w latach 20. pozostał jedynym portugalskim czynnym krążownikiem. W 1926 roku reprezentował Portugalię na Wystawie Światowej w Filadelfii w USA. Na początku lat 30. nie przedstawiał już większej wartości bojowej, pozostając głównie jako stacjoner w Makau. Podczas japońskiej interwencji w Chinach, wysadził desant w Szanghaju w celu ochrony portugalskich obywateli. 18 czerwca 1932 roku okręt został zdeklasowany do awiza II klasy. Między 8 marca a 1 lipca 1933 roku okręt, pomimo złego stanu technicznego, płynąc z maksymalną prędkością 4 węzłów, odbył ostatni rejs z Makau do Portugalii. 16 października tego roku został skreślony z listy floty, po czym w kwietniu 1934 został sprzedany na złom.